# Чилеански национални музеј лепих уметности
Чилеански национални музеј лепих уметности (шп. Museo Nacional de Bellas Artes  или MNBA), који се налази у Сантјагу, Чиле, један је од главних центара чилеанске уметности и шире јужноамеричке уметности. Основана 1880. године (што је чини најстаријом у Јужној Америци), организацијом управља Уметничка унија (Unión Artística).
Садашња зграда, Палата лепих уметности (el Palacio de Bellas Artes), датира из 1910. године и обележава прву стогодишњицу независности Чилеа. Дизајнирао га је чилеански архитекта Емиле Јекуиер и налази се у парку Форестал у Сантјагу. Иза њега се налази Музеј савремене уметности (Museo de Arte Contemporáneo) Универзитета Чиле, у коме се налази и стара школа лепих уметности (Escuela de Bellas Artes).

## Историја
Музеј је званично основан 18. септембра 1880. године и првобитно је назван Museo National de Pinturas (Народни музеј сликарства).
Председник Чилеа Дон Анибал Пинто, министар Дон Мануел Гарсија де ла Уерта, Маркос Сегундо Матурана и вајар Хосе Мигел Бланко заједно су руководили стварањем музеја, чији је први директор био сликар Хуан Мочи.
Зграда је оштећена током земљотреса у Чилеу 1960. године, након чега је сеизмички унапређена, тако да су оштећења током земљотреса у Чилеу 2010. била ограничена на разрушене елементе екстеријера.